# Malagoniella chalybaea
Malagoniella chalybaea là một loài bọ cánh cứng trong họ Bọ hung (Scarabaeidae).